# Michail Kuschnerjow
Michail Kuschnerjow (russisch Михаил Кушнерёв, auch Mikhail Kouchnerev transkribiert; * 27. Juni 1972 in Moskau) ist ein ehemaliger russischer Beachvolleyballspieler.

## Karriere
Kuschnerjow absolvierte seine ersten internationalen Turniere 1996 mit Dmitri Areschkin. Im nächsten Jahr spielte er mit Sergei Saifulin; bei der Weltmeisterschaft in Los Angeles trat er allerdings mit Ruschan Dajanow an und belegte Platz 33. Nach einem Jahr an der Seite von Dmitri Karassew bildete er 1999 ein neues Duo mit Sergei Jermischin, das den 17. Rang der WM in Marseille erreichte und Neunter der Europameisterschaft in Palma wurde. Bei der EM 2000 in Getxo mussten sich Kuschnerjow/Jermischin den Schweizer Duos Heyer/Egger und Kobel/Heuscher geschlagen geben. Anschließend kamen sie ins Achtelfinale des olympischen Turniers in Sydney gegen die Kanadier Child/Heese. Die gleiche Runde erreichten sie bei der Weltmeisterschaft 2001, als sie erneut gegen ein Schweizer Duo, die Brüder Martin und Paul Laciga, verloren. Die EM in Jesolo beendeten sie ebenfalls auf dem neunten Rang.
2002 kehrte Kuschnerjow zu seinem ehemaligen Partner Saifulin zurück, konnte aber das frühe Aus bei der EM in Basel nicht verhindern. Nachdem das wiedervereinte Duo im folgenden Jahr sowohl die Welt- als auch die Europameisterschaft verpasst hatte, schied es 2004 in Timmendorfer Strand ohne Satzgewinn nach der Vorrunde aus. An der Seite von Anton Kulikowski blieb Kuschnerjow 2005 ebenso erfolglos wie nach seiner Rückkehr 2007 mit Wjatscheslaw Machortow.